# Naricava
Naricava is een geslacht van weekdieren uit de klasse van de Gastropoda (slakken).

## Soorten
- Naricava angasi (A. Adams, 1864)
- Naricava angulata (Hedley, 1905)
- Naricava dilatata Rolán & Rubio, 2002
- Naricava discreta Rolán & Rubio, 2002
- Naricava flindersi Cotton & Godfrey, 1932
- Naricava huttoni (Marwick, 1924) †
- Naricava kimberi (Verco, 1907)
- Naricava neozelanica Powell, 1940
- Naricava vincentiana (Angas, 1880)